# George R. Knight
George Raymond Knight (1941) è un insegnante e scrittore statunitense.

## Biografia
Knight ha conseguito il bachelor of arts nel 1965 al Pacific Union College e ha proseguito gli studi alla Andrews University, dove ha conseguito il master of arts nel 1966 e il master of divinity nel 1967. Consacrato pastore, ha cominciato ad esercitare il ministero religioso in Texas nell'ambito della Chiesa cristiana avventista del settimo giorno. Dopo due anni ha attraversato una crisi religiosa e ha smesso di esercitare il ministero di pastore, dedicandosi all'insegnamento scolastico. Nel 1976 ha conseguito il dottorato in educazione all'Università di Houston. Successivamente ha cominciato ad insegnare alla School of Education della Andrews University. Riavvicinatosi alla religione in seguito ad un incontro con Robert W. Olson, un esponente avventista, ha sviluppato gradualmente un interesse per la storia del movimento avventista, che lo ha condotto a trasferirsi al Seventh-day Adventist Theological Seminary per insegnare Storia della chiesa. Knight è autore di numerosi volumi. Nel 2006 si è ritirato dall'insegnamento diventando professore emerito e dedicandosi completamente alla scrittura.

## Libri pubblicati
- Issues and Alternatives in Educational Philosophy, 1982
- Early Adventist Educators, Andrews University Press, 1983
- Myths in Adventism, 1985
- From 1888 to Apostasy: The Case of A. T. Jones, Review and Herald, 1987
- Angry Saints: Tensions And Possibilities In The Adventist Struggle Over Righteousness By Faith, Review and Herald, 1989
- My Gripe with God: A Study in Divine Justice and the Problem of the Cross, 1990
- Millennial Fever and the End of the World: A Study of Millerite Adventism, Pacific Press, 1993
- I Used to be Perfect: A Study of Sin and Salvation, 1994
- The Fat Lady and the Kingdom, 1995
- Hebrews: Full of Assurance for Christians Today, 1995
- Meeting Ellen White: A fresh look at her life, writings and major themes, Review and Herald, 1996
- Reading Ellen White: How to understand and apply her writings, Review and Herald, 1997
- Philosophy and Education: An Introduction in Christian Perspective, 1998
- A User-Friendly Guide to the 1888 Message, 1998
- Ellen White's World: A fascinating look at the times in which she lived, Review and Herald, 1998
- Walking With Ellen White: Her everyday life as a wife, mother, and friend, Review and Herald, 1999
- A search for identity: The development of Seventh-day Adventist beliefs, Review and Herald, 2000
- Organizing to beat the devil: The development of Adventist Church structure, Review and Herald, 2001
- Walking with Paul through the Book of Romans, 2002
- Exploring Hebrews: A Devotional Commentary Review and Herald, 2003
- Anticipating the Advent, 2003
- Exploring Galatians and Ephesians: A Devotional Commentary, Review and Herald, 2004
- Exploring Mark: A Devotional Commentary, Review and Herald, 2004
- Joseph Bates: The Real Founder of the Seventh-day Adventism, Review and Herald, 2004
- A Brief History of Seventh-day Adventists, Review and Herald, 2005
- Philosophy and Education: An Introduction in Christian Perspective, 2006
- If I Were the Devil: Seeing Through the Enemy's Smoke Screen, Review and Herald, 2007
- Lest We Forget, 2008
- The Apocalyptic Vision and the Neutering of Adventism, 2008
- The Cross of Christ: God's Work For Us, 2008
- Sin and Salvation: God's Work for Us and In Us, 2009
- Exploring the Letters of John and Jude, 2009
- William Miller and the Rise of Adventism, 2010
- Exploring Romans, 2010
- A. T. Jones: Point Man on Adventism's Charismatic Frontier, 2012
- Exploring Thessalonians, 2012
- Turn Your Eyes Upon Jesus, 2013
- End-Time Events and The Last Generation, 2018